# Chelsea Dungee
Chelsea Ann Dungee (ur. 11 maja 1997 w Okmulgee) – amerykańska koszykarka, występująca na pozycji rzucającej, aktualnie zawodniczka Sydney Uni Flames, a w okresie letnim – Dallas Wings w WNBA.
W 2014 została wybrana najlepszą zawodniczką szkół średnich stanu Oklahoma.

## Osiągnięcia
Stan na 4 lutego 2022, na podstawie, o ile nie zaznaczono inaczej.

### NCAA
- Uczestniczka rozgrywek:
  - II rundy turnieju NCAA (2017)
  - turnieju NCAA (2017, 2021)
- Zaliczona do:
  - I składu:
    - WBCA All-American (2021)
    - konferencji Southeastern (SEC – 2021)
    - turnieju:
      - SEC (2019)
      - Bahamas Hoopfest (2020)
      - Challenge in Music City

    - najlepszych pierwszorocznych zawodników Big 12 (2017)

  - II składu SEC (2019, 2020)
  - III składu All-American (2021 przez Associated Press, USBWA)
  - skład Arkansas Athletics Department Honor Roll (zima 2017, 2018)
- Zawodniczka tygodnia:
  - NCAA (2.02.2021 według USBWA, ESPN)
  - SEC (8.12.2020, 2.02.2021)

Reprezentacja
- Mistrzyni Ameryki U–16 (2013)[4]